# Silent Hill: Revelation 3D
Série
Silent Hill
(2006) Return to Silent Hill
(2026)
Pour plus de détails, voir Fiche technique et Distribution.
Silent Hill: Revelation 3D est un film d'horreur franco-canadien réalisé par M. J. Bassett et sorti en 2012. Basé sur la série de jeux vidéo Silent Hill, il fait suite au premier volet de 2006 réalisé par Christophe Gans. Il utilise la technologie 3D.
Le film suit Heather Mason (Adelaide Clemens) qui fuit, sans vraiment savoir quoi. Elle et son père, Harry Mason (Sean Bean), déménagent souvent. Seulement cette fois, elle est piégée. À la veille de ses 18 ans, Heather est en proie à de terribles cauchemars. Elle doit par la suite faire face à la mystérieuse disparition de son père et apprendra même ce qui est arrivé à sa mère qui, d'après son père, est morte dans un accident de voiture six ans plus tôt. Heather n'est pas celle qu'elle croyait être… Cette révélation la plongera dans son plus obscur cauchemar : Silent Hill.

## Synopsis
En janvier 2011, Sharon Da Silva et son père adoptif, Christopher, ont passé ces dernières années à se déplacer de ville en ville et à assumer différentes identités, notamment celles de Heather et Harry Mason. Heather pense qu'ils sont en fuite parce que son père adoptif a tué un homme en état de légitime défense, et que sa mère adoptive, Rose, est décédée dans un accident de voiture. En fait, il la protège d'un culte de Silent Hill, appelé l'Ordre de Valtiel. Rose a pu libérer Heather / Sharon du monde brumeux en utilisant la moitié d'un talisman appelé le Sceau de Metatron, mais elle-même est restée piégée à Silent Hill.
Heather rencontre son camarade de classe, Vincent Cooper, mais est hantée par les hallucinations de Silent Hill. Elle est approchée par un détective privé, Douglas Cartland, au sujet de sa véritable identité. Heather prévient son père par téléphone, mais il est enlevé par l'Ordre et emmené de force à Silent Hill. Ignorant cela, Heather se rend dans un centre commercial pour l'y attendre, mais entre accidentellement dans l'Autre Monde du centre commercial. Douglas explique qu'il a été embauché par l'Ordre pour retrouver Heather, mais décide de l'aider lorsqu'il a découvert qui étaient ses clients. Un monstre, le Missionnary, tue Douglas. Heather revient dans le monde réel et s'enfuit, ce qui fait d'elle la principale suspecte du meurtre de Douglas.
Vincent la raccompagne chez elle, mais ils trouvent un message demandant à Heather de se rendre à Silent Hill. En chemin pour sauver son père, Heather lit une lettre de celui-ci détaillant la vérité sur ses origines et ses souvenirs perdus. Heather et Vincent se rendent en ville, mais s'arrêtent dans un motel, où Vincent lui révèle qu'il est le fils de la leader de l'Ordre, Claudia Wolf, et qu'il a été envoyé par elle pour s'assurer que Heather vienne de son plein gré à Silent Hill. Il révèle également à Heather qu'elle fait partie d'Alessa Gillespie, une fille dont l'immolation il y a 38 ans par l'Ordre a conduit à la création des dimensions changeantes de la ville. L'argument résultant déclenche un passage dans l'Autre Monde. Le Missionary attrape Vincent, mais après qu'il a dit à Heather de retrouver son grand-père, Leonard, qui possède l'autre moitié du Sceau de Metatron. 
Heather s'aventure dans la dimension brumeuse de Silent Hill. Elle rencontre la mère d'Alessa, Dahlia, qui lui révèle que Claudia a l'intention d'accomplir la tâche que Christabella n'a pu accomplir pour Alessa, lors de sa combustion. Après un passage à l'Autre Monde, Heather retrouve Leonard dans la cellule S12 de l'asile de Brookhaven qui, après l'avoir informée que le Sceau de Metatron révèle "la vraie nature des choses", fusionne la moitié du talisman de Heather avec celle qu'il possède et devient un monstre. Après avoir été assommée et emportée par lui, Heather reprend conscience et arrache le talisman de l'intérieur de son corps, tuant Leonard. Alors qu'elle s'enfuit, elle invoque Pyramid Head, l'entité créée pour protéger Alessa (et par extension Heather elle-même), en le suppliant de l'aider car des prisonniers de l'asile l'agrippent, et se cache de lui lorsqu'ils les punit en les démembrant avec son Grand Couteau. Peu de temps après, elle aperçoit Vincent, emmené par l'Ordre après avoir été jugé "corrompu par les ténèbres de la ville" par Claudia pour les avoir trahis, elle et son culte. Vincent est sanglé à un lit, dans une salle d'opération remplie d'infirmières momifiées.
Heather sauve Vincent et ils se rendent au parc d'attractions Lakeside, où le sanctuaire de l'Ordre vit reclus sous terre. Dark Alessa, la manifestation de la colère d'Alessa, confronte Heather qui étreint son homologue et l'absorbe, ce qui rend Alessa complète à nouveau. Heather affronte Claudia, qui retient son père et Vincent en otage. Claudia explique à Heather que le destin d'Alessa était d'être l'Incubatrice d'une Divinité adorée par l'Ordre, appelée Le Dieu, qui punirait tous les pécheurs à sa naissance. Se souvenant des paroles de Leonard, Heather tend à Claudia le Sceau de Metatron, qui la fait se transformer, révélant qu'elle est le Missionnary. Heather invoque Pyramid Head, qui tue le Missionnary, permettant à Heather de sauver Vincent et son père.
Alors que le brouillard disparaît de la ville, Christopher décide de rester à Silent Hill pour retrouver et libérer Rose, laissant Heather et Vincent s'occuper l'un de l'autre. Ils parviennent à s'éloigner de l'endroit dans un camion conduit par Travis Grady. Travis mentionne à Heather (se référant maintenant à elle-même comme Sharon) et Vincent qu'ils ont eu de la chance qu'il soit là, car il ne conduisait pas dans cette direction depuis longtemps. Deux voitures de police, suivies d'un transport de prisonniers, pénètrent dans Silent Hill, qui est à nouveau consumée par le brouillard. Dans une scène post-générique, Pyramid Head est vu errant dans une zone inconnue de Silent Hill.

## Fiche technique
- Titre : Silent Hill: Revelation 3D
- Réalisation : M. J. Bassett
- Scénario : M. J. Bassett, d'après le jeu vidéo Silent Hill 3
- Musique : Jeff Danna, Akira Yamaoka
- Décors : Alicia Keywan
- Costumes : Wendy Partridge
- Photographie : Maxime Alexandre
- Montage : Michele Conroy
- Production : Don Carmody et Samuel Hadida
- Sociétés de production : Davis-Films, Universal, Open Road
- Budget : 20 000 000 $
- Pays d'origine :  Canada,  France
- Langue originale : anglais
- Durée : 94 minutes
- Genre : horreur
- Dates de sortie : 
  - États-Unis : 26 octobre 2012
  - France : 28 novembre 2012
- Classification : 
  - R aux États-Unis (violence, gore and frightening images),
  - Interdit aux moins de 12 ans lors de sa sortie en salles et en vidéo,
  - 13+ au Québec
  - KNT en Belgique
  - PG-12 au Japon
- Date de sortie en vidéo : 28 mars 2013[Où ?]

## Distribution

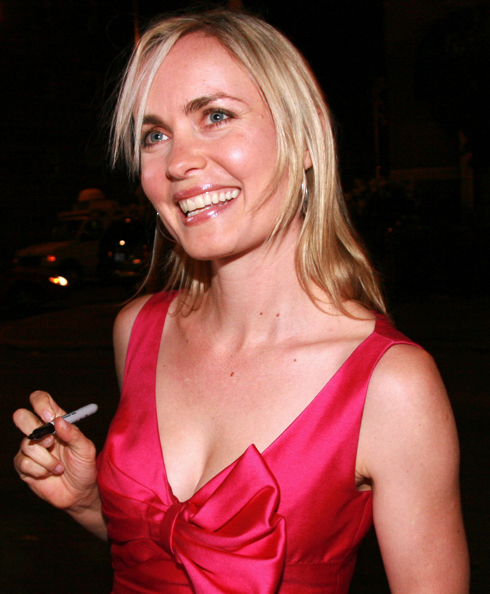
Radha Mitchell, qui incarne Rose Da Silva.

- Adelaide Clemens (V. F. : Ingrid Donnadieu) : Heather Mason / Sharon Da Silva
- Kit Harington (V. F. : Jimmy Redler) : Vincent Cooper
- Deborah Kara Unger (V. F. : Déborah Perret) : Dahlia Gillespie
- Martin Donovan (V. F. : Frédéric van den Driessche) : Douglas Cartland
- Malcolm McDowell (V. F. : Jean-Pierre Leroux) : Leonard Wolf
- Carrie-Anne Moss (V. F. : Danièle Douet) : Claudia Wolf
- Sean Bean (V. F. : Mathieu Buscatto) : Harry Mason / Christopher Da Silva
- Radha Mitchell (V. F. : Rafaèle Moutier) : Rose Da Silva
- Erin Pitt (V. F. : Lisa Caruso) : Alessa Gillespie
- Heather Marks : Suki
- Roberto Campanella : Pyramid Head
- Peter Outerbridge : Travis Grady

Source et légende : Version française (V. F.) sur AlloDoublage

## Production

### Attribution des rôles
- En novembre 2011, l'actrice Adelaide Clemens est acceptée pour incarner Heather Mason.
- Kit Harington rejoint le casting en décembre 2011, en incarnant Vincent, un autre personnage du jeu vidéo.
- Radha Mitchell, Sean Bean et Deborah Kara Unger confirment leur retour dans le film toujours dans leurs rôles respectifs de Rose Da Silva, Christopher Da Silva et Dahlia Gillespie.
- Dans ce volet, Alessa, qui était incarnée par Jodelle Ferland dans le premier film, est cette fois-ci incarnée par Erin Pitt.
- En janvier 2012, Carrie-Anne Moss est confirmée pour incarner Claudia Wolf, l'un des personnages principaux de Silent Hill 3.
- Adelaide Clemens incarne également une version plus "adolescente" d'Alessa.
- Heather Marks, mannequin connue aux États-Unis, joue un petit rôle dans le film.

### Tournage
Le tournage a commencé au mois de mars pour se terminer en mai 2012[réf. nécessaire].

## Accueil

### Box-office
| Pays ou région    | Box-office      | Date d'arrêt du box-office | Nombre de semaines |
| ----------------- | --------------- | -------------------------- | ------------------ |
| États-Unis Canada | 17 529 157 $    | 16 décembre 2012           | 7                  |
| France            | 225 922 entrées | 25 décembre 2012           | 4                  |
| Monde             | 57 302 796 $    | 7 avril 2013               | 24                 |